# NOX4
Le NOX4 est une des NADPH oxydases. Son gène est le NOX4 situé sur le chromosome 11 humain.

## Rôles
Il s'agit de l'isoforme des NADPH oxydases exprimé préférentiellement par les cellules rénales et permet la production du H2O2.
Il augmente l'activité de l'oxyde nitrique synthase endothéliale, favorisant l'angiogenèse et la réponse à l'hypoxie. Il a ainsi un effet protecteur sur les vaisseaux sanguins, en particulier, en diminuant la formation de l'athérome. Il active également sur le Nrf2 avec un effet bénéfique sur la cellule musculaire cardiaque.